# 双叉端环野螟属
双叉端环野螟属（学名：Eumorphobotys）是草螟科的一属。

## 下属物种
本属包括以下物种：
- Eumorphobotys eumorphalis Caradja, 1925
- Eumorphobotys obscuralis Caradja, 1925